# Cubilioides singularis
Cubilioides singularis är en skalbaggsart som beskrevs av Stefan von Breuning 1940. Cubilioides singularis ingår i släktet Cubilioides och familjen långhorningar. Inga underarter finns listade i Catalogue of Life.